# Libretto di balletto
Il libretto di balletto (o libretto di ballo) è il testo che illustra la trama dei balletti del repertorio sette-ottocentesco.

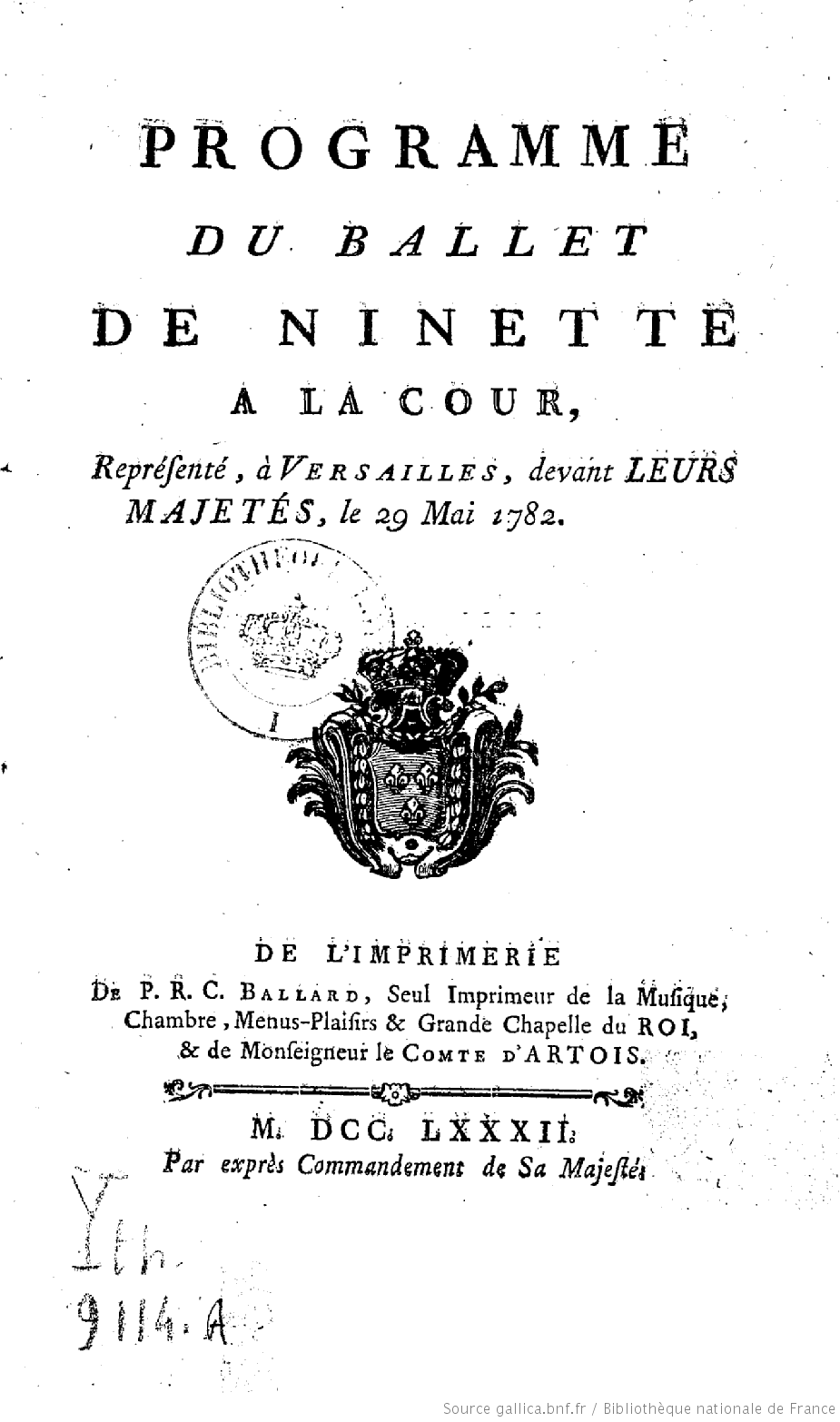
Frontespizio del programma del balletto Ninette à la cour di Maximilien Gardel rappresentato a Versailles nel 1782

## Origine
Bisogna distinguere tra l'espressione correntemente usata per indicare testi e soggetti del balletto dal XVI secolo agli inizi del XX secolo e libretto come termine. Il termine deriva dal francese livret de ballet ed è specifico del balletto del XIX secolo.
Fa la sua comparsa intorno alla metà del XIX secolo quando, adeguandosi alla terminologia musicale, sostituisce il precedente termine programme. È codificato sulla base di un modello diffuso nei ballets-pantomimes settecenteschi della Comédie-Française, della Comédie-Italienne e dell'Opéra-Comique, ma viene usato anche dallo scenografo Giovanni Niccolò Servandoni negli spettacoli alla Salle des Machines nel Palais des Tuileries. Esso si presenta come un opuscolo di poche pagine in cui sono riportati il nome del coreografo, l'elenco dei personaggi e degli interpreti, la divisione del balletto in parti, atti, scene, quadri ecc., le mutazioni sceniche (changements de décorations), così come la descrizione delle azioni, che a volte è accompagnata da indicazioni riguardanti musica, colori, luci, scena, gesti, ecc.

## Il "programme" dei balli pantomimi
Concepito come una guida per lo spettatore, il "programma" dei balli pantomimi, balli teatrali concepiti come "pièces danzate" che hanno la pretesa di raccontare un'azione senza l'uso della parola, è distribuito generalmente prima dello spettacolo e ha la funzione di accompagnare lo spettatore nella comprensione dello spettacolo.  Gasparo Angiolini, riformatore del balletto italiano, si oppone all'uso di questo supporto poiché considera che il ballo si debba comprendre senza l'uso di un libretto.

## L'Ottocento: Da "programme" a "livret"
Nell'Ottocento, in Francia, nonostante il cambiamento dei soggetti dei balletti e l'affermazione delle tematiche romantiche, il programma esalterà l'originaria "scrittura per immagini", rendendo sempre più evidenti i riferimenti alla scena e ai passaggi drammatici, come se fosse una guida intensa e coinvolgente alla visione del balletto. Per questa ragione sarà adottato sia dai coreografi sia dai librettisti quali Jules-Henri Vernoy de Saint-Georges nel balletto Giselle.
Nell'Italia di primo Ottocento, invece, il programma non seguirà un modello standardizzato, e a casi di testi molto scarni e schematici si affiancheranno programmi complessi, elaborati o riscritti da letterati. Un esempio significativo sono i programmi redatti da Giulio Ferrario e da Giovanni Gherardini per i balli di Salvatore Viganò. Tuttavia, alcune di queste riscritture, proprio perché propongono il programma come un testo letterario, perderanno immediatezza e facilità di consultazione. 
Nella seconda metà del XIX secolo, seguendo le trasformazioni del balletto, la scrittura del programma subisce modifiche, mentre si moltiplicano i casi di libretti ricalcati sulla fonte letteraria o di testi infarciti di citazioni letterarie. Questo accade tanto nella scuola francese quanto in quella italiana, dove la parola "programma" lascia gradatamente il posto al termine "libretto".

## I soggetti dei balletti
Nel primo balletto d'azione francese le trame si ispirano molto spesso al teatro antico e ai soggetti mitologici maggiormente trattati dall'opera o nel teatro dell'epoca; mentre per i balletti "demi-caractère" i coreografi francesi guardano ai racconti di Jean-François Marmontel o alle opéras-comiques di Charles Simon Favart. Gasparo Angiolini, invece, seguendo le orme di Franz Anton Hilverding, predilige il teatro francese contemporaneo e numerose volte usa soggetti di drammi di Voltaire. Durante il Neoclassicismo e sotto l'influenza del gusto greco (fine Settecento - primi Ottocento), in Francia come in Italia, ritornano i temi antichi anche se elaborati con coreografie più complesse e interpretati con una attenzione maggiore verso l'aspetto propriamente umano della vicenda e del personaggio. Negli anni 1820, seguendo le tendenze dominanti nelle arti e in letteratura, nei balletti si incontrano soggetti cavallereschi, storie ambientate nell'antico Medioevo o nel lontano Oriente oppure in tenebrose atmosfere gotiche. Il balletto romantico francese, valorizzando l'aspetto etereo della danza della ballerina, si lascerà facilmente influenzare dalla corrente letteraria delle favole nordiche o di quelle orientali ispirate alle Mille e una Notte. Il balletto italiano d'età romantica, invece, preferirà appassionanti storie di eroi e amori tragici, inserendoli in trame spesso molto complicate.

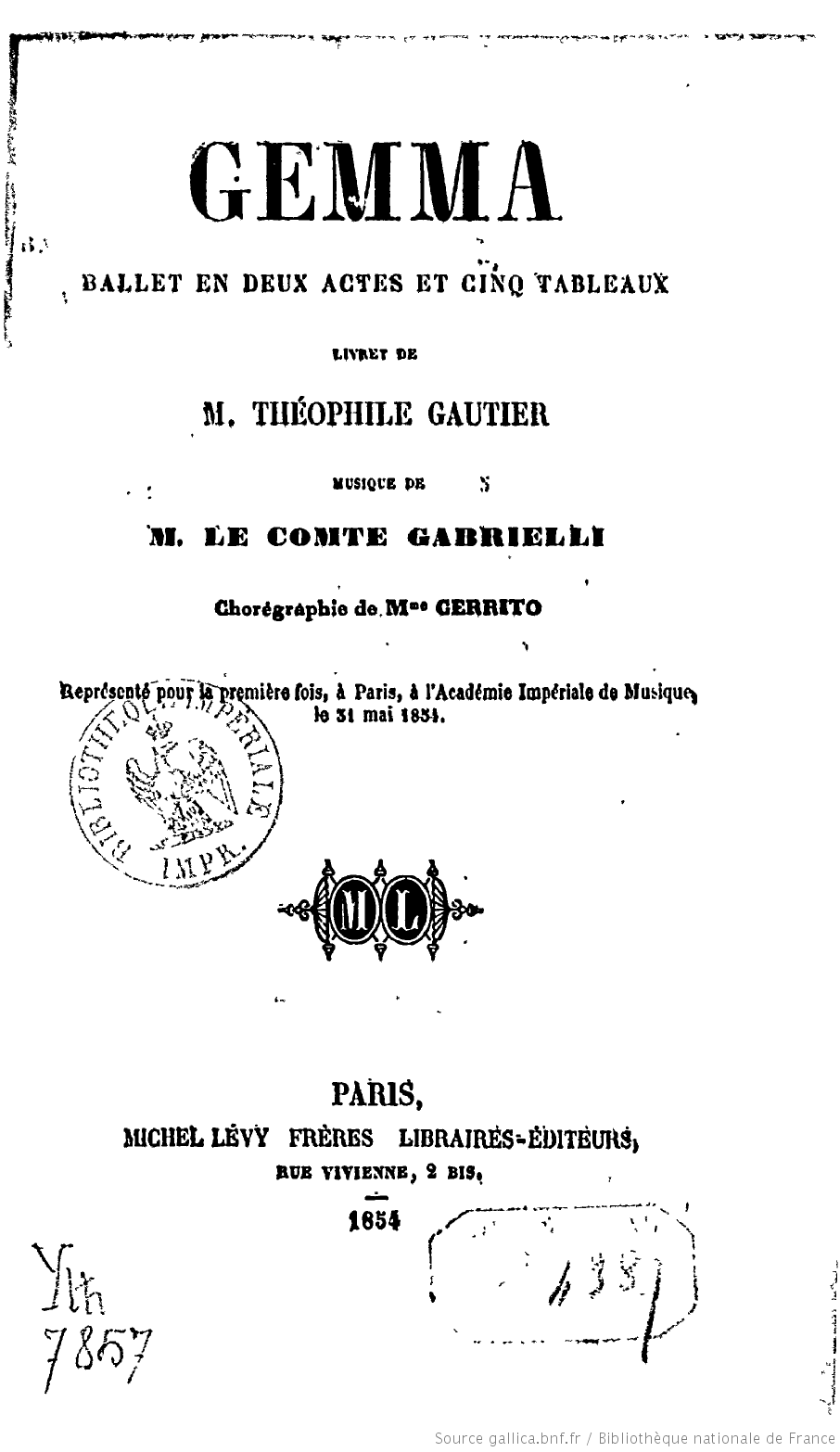
Frontespizio del libretto di Théophile Gautier per il balletto Gemma, (Parigi-1854)

## Il libretto per il pubblico e il libretto per il coreografo
Il programma/libretto costituisce solo un sunto del balletto, per cui per la riproduzione (riallestimento) di un balletto, i coreografi dovevano ricorrere anche a metodi analitici di trascrizione. Nell'Ottocento le "trascrizioni coreografiche" comprendono la descrizione della coreografia, dei recitativi mimici e delle mutazioni scenografiche. Di questi quaderni manoscritti, ve ne sono alcuni italiani conservati al Museo Teatrale alla Scala (tra cui tre del gran ballo Excelsior) che sono molto simili negli intenti e nella forma ai "livrets scéniques" teatrali francesi, ma presentano una modalità di trascrizione dei recitativi mimici particolare.